# مانفرد هوروات
مانفرد هوروات (آلمانی: Manfred Horvath; ۱ ژانویهٔ ۱۹۶۰ – ۱ ژانویهٔ ۲۰۰۰) دوچرخه‌سوار اهل اتریش بود. وی در مسابقات ملی دوچرخه‌سواری جاده اتریش در سال ۱۹۷۹ قهرمان شده است.